# 国鉄781系電車
国鉄781系電車（こくてつ781けいでんしゃ）は、日本国有鉄道（国鉄）が導入した特急形電車である。

## 概要
日本国有鉄道時代に導入された唯一の交流区間専用、かつ北海道専用の特急形電車である。
函館本線の小樽駅 - 札幌駅 - 旭川駅間は都市間輸送の盛んな区間の一つであり、1968年（昭和43年）に小樽駅 - 滝川駅間を交流20kV50Hzで電化開業したのを皮切りに、翌1969年（昭和44年）には電化区間を旭川駅まで延伸した。同区間では部分電化時から急行「かむい」に北海道専用に開発された近郊形交流電車、711系を投入し、1971年（昭和46年）からは同じ711系により札幌駅 - 旭川駅間をノンストップ運転する急行「さちかぜ」も運転され、好評であった。
このような流れと全国的なエル特急網の整備進展の波に合わせて、札幌駅 - 旭川駅にもエル特急を待望する声が高まり、国鉄では北海道向けに新系列の交流特急型電車を投入し、1974年（昭和49年）夏にも急行列車をエル特急に格上げする予定が決定した。
検討の段階では711系ベースの特急型車両と、本州以南向け交直流特急型電車、485系ベースの車両が検討された。しかし開発開始と前後して1972年（昭和47年）、公害防止のためポリ塩化ビフェニル (PCB) の製造が禁止となった。当時、交直流・交流車両の主変圧器の絶縁油としてPCBは一般的に用いられており、代替品の確保が課題となった。既存の北海道向け電車、711系の主変圧器も例外ではなく、スケジュール的に711系のシステムを利用して新系列の特急型電車を1974年（昭和49年）夏までに営業開始させることは不可能であった。このことや、車両価格を抑えることを理由に、別途北海道向け特急型交流電車の開発を進めつつ、暫定的に当時PCB対策が完了していた、485系の各部を酷寒地向けに仕様変更した485系1500番台を1974年（昭和49年）に製造した。
485系1500番台は北海道総局内の事情から暫定的な東北地区での運用を経て、当初予定より1年遅れの翌1975年（昭和50年）7月18日からエル特急「いしかり」として札幌駅 - 旭川駅間で運転開始した。
しかし、485系1500番台は、将来の転配属や既存485系との混用を考慮し、711系のように機器類へ雪の侵入を防止する対策や機器の客室内格納などは行わず、大きく構造を変えずにできる酷寒地対策のみを行ったため、北海道での運行開始初年度は夏場こそ快調に走行したが、冬季に入ると低温・粉雪の侵入に伴う電気・機械関係の故障・大規模運休が頻発し、翌1976年（昭和51年）1月23日より冬季の間引き運転をする事態となった。
2年目以降は各種対策の上稼働することとなり、徐々に冬季の車両故障は減少したが、冬季の間引き運転は継続された上、サイリスタ制御の711系に慣れた検修現場では、抵抗制御車の485系の扱いに苦慮することとなった。この間に、711系のシステムを応用したPCBフリーの主変圧器の開発も終了し、当初予定通り、北海道向けの交流専用特急電車形式として、本系列が開発された。
本系列は1978年（昭和53年）11月3日に試作車が落成・配置され公式試運転を実施、翌1979年（昭和54年）3月から既存の485系1500番台に加えて営業運転に入り、同年からは冬季の間引き運転を解消した。
その後、485系1500番台の置換および千歳線・室蘭本線白石駅 - 室蘭駅間電化に合わせて、量産車計42両が1980年（昭和55年）に投入され、2007年（平成19年）10月ダイヤ改正で後継の789系1000番台電車に置き換えられるまで運用された。

## 車両概説
本項では基本的に試作車（900番台）の仕様について述べ、量産車での変更点は別途記述する。

### 車体
形態は当時製作されていた485系1000番台に準ずるが、車内保温のため窓を小型化したため側窓の天地寸法は485系に比べ小さく、711系同様に床下に断熱材（従来車の2倍厚の50ｍｍ）と主電動機冷却風洞の空間を確保するため床面高さは485系比で65 mm（レール面基準）高い。この関係で車体高さも3,620 mmと485系比で高くなっている。客用扉は他の特急形電車と同様、幅 700 mm の片開き扉を片側1箇所に設けるが、従来の特急型車両と異なり、全車とも札幌駅在姿で車両の小樽方に出入り台がくる配置となっている。
先頭車両の前面運転席窓下部分は485系より丸みをつけ、運転台高さも485系比で45mm下げている。これにより、フロントガラス下辺に着雪することによる視界不良を防止し、あわせてイメージチェンジを図った。また、運転台ガラスは前面下に雪がたまるのを防止するため、および降雨時の前面ワイパーの効果や側面からの雨水浸入に対し有利な形状とするため、485系1500番台より切り立った形状（181系電車などのボンネット型特急車なみ）としている。灯火類は正面下部左右に前照灯・標識灯を各1灯設けるほか、485系1500番台同様、運転台上部中央に2灯の前照灯を設ける。灯火類は着雪を防ぐため露出形で、電球交換も外ハメ式である。
外部塗装は他の国鉄特急形車両と同様、クリーム4号に赤2号の配色であるが、これもイメージチェンジの一環で前照灯・標識灯部横の赤帯は高い位置に配して、正面愛称表示器まで回している。

### 機器類
既存の711系の実績と、取扱い・保守の共通化を目的に、基本的なシステムは711系2次量産車（50番台）のシステムと合わせ、極力711系に使用している機器を用い、一部は新設計している。
制御方式には711系を基本とするサイリスタ位相制御を採用した。一方で、711系で問題となった制輪子・車輪の摩耗を低減すべく、本系列では485系1500番台で好評であった高速域から強力に作用する発電ブレーキを採用した。このためブレーキ専用の抵抗器が搭載されているが、485系1500番台で床下に設置している主抵抗器の侵雪・接地事故が発生した反省から、屋上設置とし、強制冷却では冷却風に雪が混入し電動送風機を故障させる恐れがあることから、自然冷却方式としている。
これによる機器増や、特急型車両であることによる重量増から、重量の分割・平均化を図って軸重を低減すべく、電装機器配置は国鉄新性能電車の標準構成である電動車2両ユニット（MM'ユニット）方式とも、711系の1M方式とも異なる、電動車と付随車をユニットとし（M-TAユニット）、機器を分散配置する方式が国鉄では初めて採用された。本系列では、パンタグラフ・主変圧器・主整流器・主平滑リアクトルなど、電源供給に関する機器をTA車側に搭載し、M車側には主制御器などを設けている。このことから、国鉄の新造特急形車両としては初めて制御電動車が設定された（後述）。
主変圧器（TM13D形）主整流器（RS39B形）はPCBフリーの為に新設計され、主電動機は711系と同様の他力通風方式で、417系電車で採用された絶縁強化仕様の直流直巻電動機MT54E形を用いる。
歯車比は急行形電車と同一の 1:4.21 で、711系と同様に弱界磁制御は行わない。これは 120 kW / 375 V 定格で設計された MT54形電動機を最大500 V で使用し、弱め界磁制御を行わない新たな定格を定めたことで、ほぼ電圧比例の 150 kW を定格とする MT54A形（711系）/ MT54E形（781系ほか）の実用回転域の高速側が拡大したためのものである。本系列の場合、定格速度は84 km/h に達する。

電動車は、車体側面に向かって左側（1・4位側）に711系同様の雪切室を設ける。これにより主電動機の冷却風を取り入れる際に車体側面の高い位置から吸気し、雪切り室内部の送風機によって冷却風に含まれる粉雪などを分離の上、床下の風道を経由して主電動機を冷却する。なお、客室内で雪切室の向かいにあたる位置はデッドスペースとなるため、このうちM車1位側とMc車4位側は機械室とし、断流器を車内に格納している。残るM車4位側はスキー板など大型手荷物の保管場所とし、Mc車1位側は乗務員室内にかかるため、業務用室とした。

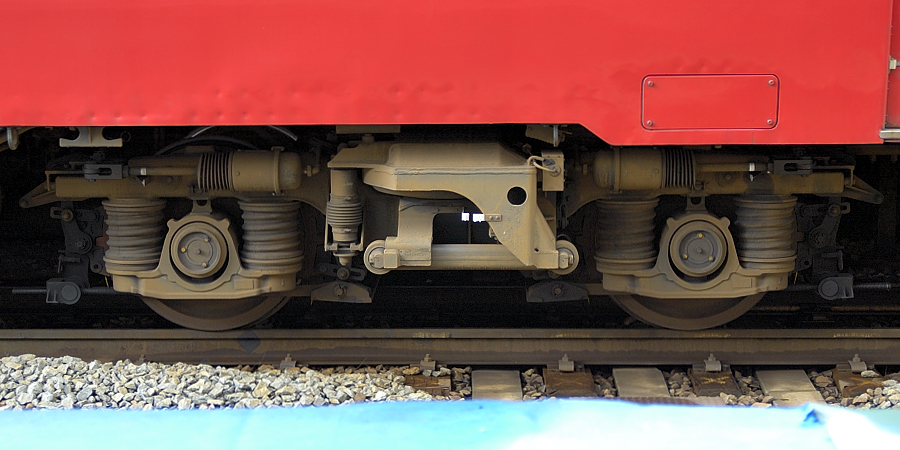
711系電車のDT38形台車
781系の台車と基本構造は同一である
（2007年10月、旭川駅）

台車は711系のものに小改良を施した DT38A形・TR208A形で、インダイレクトマウント式空気ばねの枕ばねと円筒案内式の軸箱支持装置、密閉形円錐コロ軸受は共通の仕様である。
集電装置は711系2次車と同様の下枠交差型（PS102B形）を採用した。
室内換気は、従来の特急型車両では屋根上の押込通風器による自然通風で行われていたが、この方式では車内の気圧が車外に対して陰圧となることで、車内に粉雪が侵入する現象が発生する。これを防止するため、781系では強制換気とした。このため雪切機能を備えた「新鮮外気導入装置」が屋根上に2基搭載され、各車の車体側面幕板上部に設けられた外気取入口（片側2箇所）から吸気し、天井長手方向に設けられた吹出口から空気を室内に供給する。一方で、空調故障など非常時の換気を考慮して、試作車では客室窓の一部（各車両の両側車端から2番目の窓）上部 1/3 程を下ヒンジで内側に開くようにした。冷房装置は集中式ユニットクーラー屋根上に1基搭載する一般的な方式であるが、電源を主変圧器の3次巻線から直接供給される交流400V50Hzを使用する方式としたため、新形式（AU78形）となっている。
また、本系列では凍結防止のために、客用出入り台の引戸レール、運転室出入り台の下方にレールヒーターを装備し、水管・排水管もテープヒーターにて保温している。

### 内装
接客設備面は485系を基本とし、寒冷地向け車両であることから色調は暖色系を基調とした。
本系列は485系1500番台と同様、グリーン車は設定せず全車普通車とした。座席は回転式簡易リクライニングシートであるが、背もたれをリクライニング状態でロックできる機構が追加された。
トイレ・洗面所は付随車のクハ780形・サハ780形のみに設置する。
また、隙間風対策の一環で貫通路引戸を多く設け、すべてマットスイッチによる自動ドアとしている。この装置は381系電車や新幹線0系電車と部品を共通化している。

## 形式別概説
前述したようにM車とTA車で不可分のユニットを構成する。極力車種を少なくして運用効率を上げる狙いからM車系で2種、TA車系で2種の計4車種のみが設定された。
基本的にM車系は雪切室、機械室、業務用室、主制御器、電動発電機 (MG) 、電動空気圧縮機 (CP) 、補助制御箱、バッテリー、断流器、主抵抗器を装備し、TA車系に、主変圧器、主整流器、パンタグラフ、空気遮断器、避雷器、補助制御箱、便洗面所を設けている。以下、各車の説明では共通部分は省略する。
編成は485系1500番台に合わせて、札幌駅在姿（以下特記ない限り札幌駅在姿）で小樽方からMc-TA+M-TA+M-TAc'の3ユニットで6両編成を組む。後年の組成変更、改造については後述する。
クモハ781形 (Mc)
小樽方先頭となる制御電動車。奇数形式を付番するが、偶数向き固定で使用される。前述のM車系機器のほか、手ブレーキを装備する。定員56名。
試作車1両（901）と量産車7両（1 - 7）の計8両が製造された。100番台（101 - 104）はモハ781形からの改造編入車である。
モハ781形 (M)
中間電動車。定員68名。
試作車2両（901, 902）、量産車14両（1 - 14）の計16両が製造された。1・3・11・13の4両は運転台取付の改造を施工されクモハ781形に編入。
クハ780形 (TAc')
旭川・室蘭方先頭となる制御車。偶数形式（'）を付番するが、奇数向き固定で使用される。前述のTA車系機器のほか、手ブレーキを装備する。定員64名。
試作車1両（901）と量産車7両（1 - 7）の計8両が製造された。100番台（101 - 104）はサハ780形からの改造編入車である。
サハ780形 (TA)
付随車である。出入り台横には専務車両室・業務用控室を設ける。定員64名。
試作車2両（901, 902）と量産車14両（1 - 14）の計16両が製造された。1・3・11・13の4両は運転台取付の改造を施工されクハ780形に編入。

## 改造

### 国鉄時代

#### 量産車での変更点・試作車の量産化改造
量産車では試作車で不具合のあった点を中心に次の点を改良した。試作車（900番台）6両についても、量産車と主要部の仕様を統一する改造を1981年（昭和56年）10月に実施した。
- 非常開閉窓を廃止。試作車も後に一般的な固定窓に改造された。
  - 試作車運用開始後の1979年（昭和54年）春以降、非常開閉窓のアルミサッシが車内外の温度差によって結露し乗客に水滴がかかる事態が発生し、同様の問題が発生したキハ183系同様、量産車では非常開閉窓の廃止が北海道総局の営業・検修の両サイドより要望されていた[33]。
- 保守省力化のため正面の愛称表示器・側面の行先表示器・客用扉、仕切り引き戸のガラス支持方法をHゴムから押え金に変更。
- 残雪防止のため前面ガラスの熱線範囲を下に25 mm 拡大。2方式試行したワイパーを統一。
- クモハ781形・クハ780形では運転台直後の屋根上排気口を廃止。
- 転落防止のため屋上の歩み板を延長。
- 戸閉確認灯が保安度向上のため2灯式化され、外観が縦長の形状となる。
- レールヒーターを過熱防止の為自動温調化。
- ボルスタアンカー緩衝ゴムを変更、付随台車については高さも変更して振動特性を改善（711系100番台と同様）。これに伴う台車形式の変更はなし。
- 先頭部の連結器が並形自動連結器から密着自動連結器に変更された。
- 便所に汚物処理装置を設置（711系100番台と同様）。
- 客室内の次の点を変更。
  - カーテンレールを若干延長して視野を拡大。
  - 座席はフレームがこげ茶色となり座席の背ずりと座布団がより立体的となった。汚損時の保守性を考慮し、モケットを淡褐色（ヘーゼルナッツ色）から薄茶色（オレンジ色）に変更し、横方向のステッチをいれた[注 11]。
  - 腰掛け下部の蹴込み板をステンレス無塗装化。
  - 自動仕切り扉の騒音防止のため抑え車とガイド用の溝金を取り付け。
- 主整流器内部部品の変更と断流器の振動防止対策を実施

#### スタビライザー設置
1983年（昭和58年）から翌年にかけ、最後尾となった運転席前面窓に巻き上げられた雪が氷結することを防止し、除氷作業の手間を軽減するため、スタビライザーが運転台前面窓上に取付られた。これは出口を絞ったダクトに走行風を導き、高速走行時に下向きに強い空気の流れをつくることで着雪を防止するもので、全先頭車に施工された。

#### 先頭車化改造
1986年（昭和61年）、「ライラック」増発と「ホワイトアロー」の新設に対応するため、編成あたり両数を短縮して編成本数を増やし、従来の6両編成8本を4両編成12本に組替えた。
中間車のモハ781形・サハ780形から各4両に運転台を取り付ける改造を実施し、クモハ781形・クハ780形に100番台として編入した。改造にあたっては車端部を台枠ごと切断し、あらかじめ製造しておいた運転台ブロックを接合する方式（ブロック接合工法）がとられた。
クモハ781形100番台は、屋根上の抵抗器・新鮮気雪切装置・クーラーの取付位置が異なる。クハ780形100番台は、種車の車掌室を客室化し、手ブレーキ等の収納箱を設置した。元車掌室部の側窓が小窓のままで、定員は基本番台より4名少ない60名である。
4両編成化後は、多客期に2編成併結の8両編成での運転が行われるようになり、先頭部の連結器を密着自動連結器から密着連結器へ交換している。
| 車両形式    | 車両形式 | 車両番号      | 種車       | 改造 | 落成 配置 | 落成日         | 除籍日         | 最終 配置 | 備考   |
| ----------- | -------- | ------------- | ---------- | ---- | --------- | -------------- | -------------- | --------- | ------ |
| クモハ781形 | 100番台  | クモハ781-101 | モハ781-1  | 苗穂 | 札幌      | 1986年05月21日 | 2007年08月27日 | 札幌      |        |
| クモハ781形 | 100番台  | クモハ781-102 | モハ781-3  | 苗穂 | 札幌      | 1986年10月30日 | 2007年10月28日 | 札幌      |        |
| クモハ781形 | 100番台  | クモハ781-103 | モハ781-11 | 苗穂 | 札幌      | 1986年09月29日 | 2007年10月03日 | 札幌      |        |
| クモハ781形 | 100番台  | クモハ781-104 | モハ781-13 | 苗穂 | 札幌      | 1986年07月29日 | 2006年09月04日 | 函館      | 予備車 |
| クハ780形   | 100番台  | クハ780-101   | サハ780-1  | 苗穂 | 札幌      | 1986年05月21日 | 2007年08月27日 | 札幌      |        |
| クハ780形   | 100番台  | クハ780-102   | サハ780-3  | 苗穂 | 札幌      | 1986年10月30日 | 2007年10月28日 | 札幌      |        |
| クハ780形   | 100番台  | クハ780-103   | サハ780-11 | 苗穂 | 札幌      | 1986年09月29日 | 2007年10月03日 | 札幌      |        |
| クハ780形   | 100番台  | クハ780-104   | サハ780-13 | 苗穂 | 札幌      | 1986年07月29日 | 2006年09月04日 | 函館      | 予備車 |

### JR北海道

#### 客用扉増設
1992年（平成4年）以降、「ライラック」の札幌駅 - 新千歳空港駅間は快速「エアポート」として運転されていたが、一両あたりの乗降口が片側1か所であったことから快速区間では乗降に時間がかかり、遅延が常態化していたため、乗降扉と出入台を増設する改造を実施した。
当初はクハ780形・サハ780形を対象として実施され、1993年（平成5年）にはモハ781形にも実施された。モハ781形は床下機器配置の関係で客室の途中に出入台を設置せざるを得ず、新設出入台と車端部の間の2列8席が小区画として孤立する配置となった。この小区画以外の客席は出入台付近の2列を4席から2席に減らし、通路幅を確保している。
クモハ781形は床下機器配置の関係で全車とも改造は行われず、「すずらん」用の編成ではモハ781形への改造は実施されなかった。
初期の改造車では増設デッキ側客室に荷物置場を設置したが、後期改造車では荷物置場の代わりに座席を設置したため、1人掛席に窓のない箇所が発生している。

#### 外部塗色変更

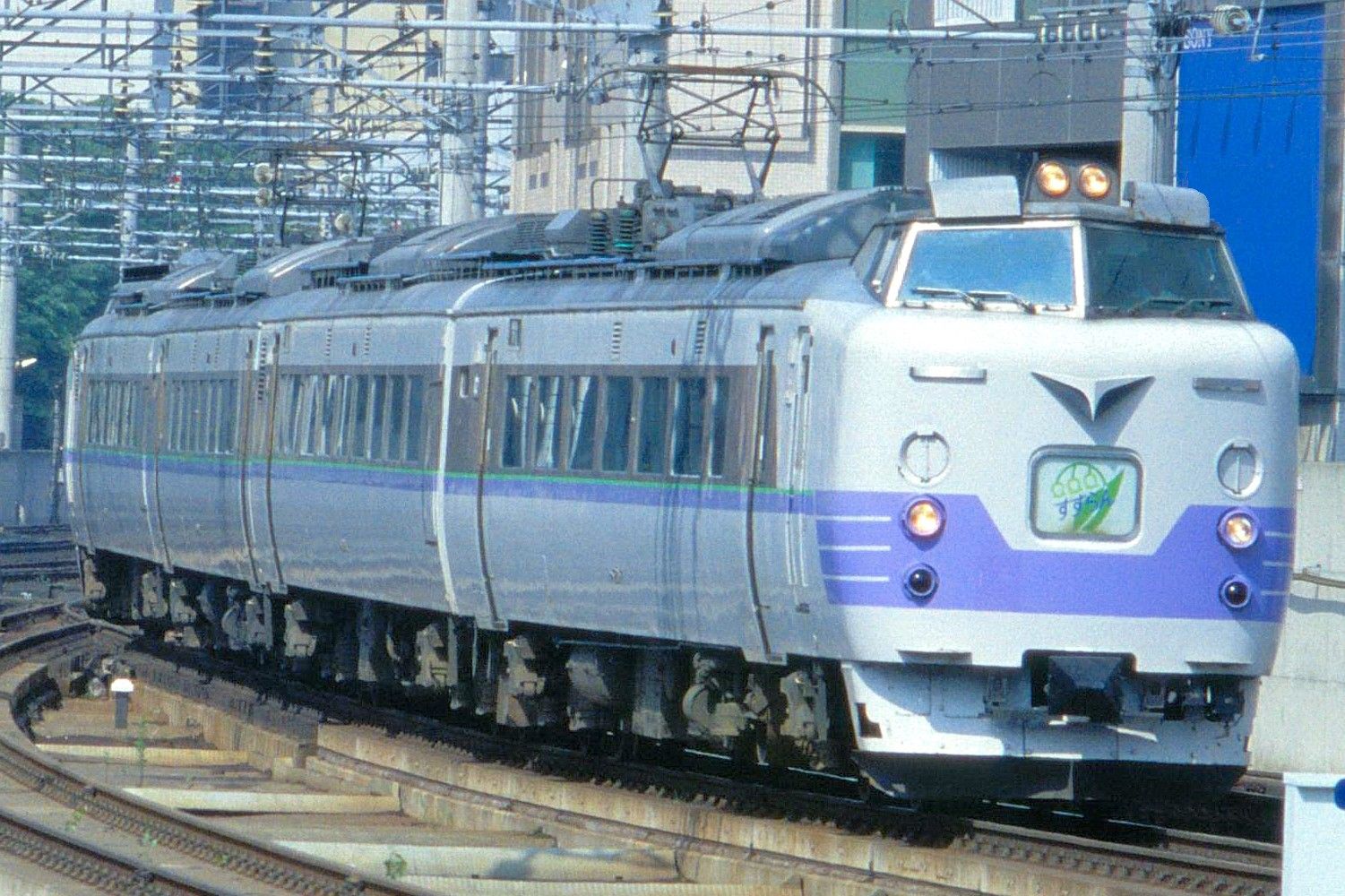
L特急「すずらん」
（2001年6月27日 / 札幌駅）

上記の出入台増設工事と同時期に塗色が変更され、「スーパーとかち」用キハ183系に準じた白地に薄紫色帯、窓回り灰色の新塗装となった。白は雪中での被視認性に難があるが、この時期すでに運転中は前照灯を常時点灯するようになっており、それらを警戒色に代わる安全対策としている。

#### 海峡線走行試験に伴う改造
本系列による海峡線での走行試験が1998年（平成10年）に実施された。高速運転のデータ収集を主目的とし、成果は789系電車の設計に応用された。
クモハ781-7 ＋ サハ780-14 ＋ モハ781-14 ＋ クハ780-7 の4両編成を供試車として、歯車比の変更を施した上で 1月16日 - 1月20日に函館駅 - 新中小国信号場間を1往復、1月20日 - 1月24日に木古内駅 - 吉岡海底駅間を2往復走行している。

#### 「uシート」設置

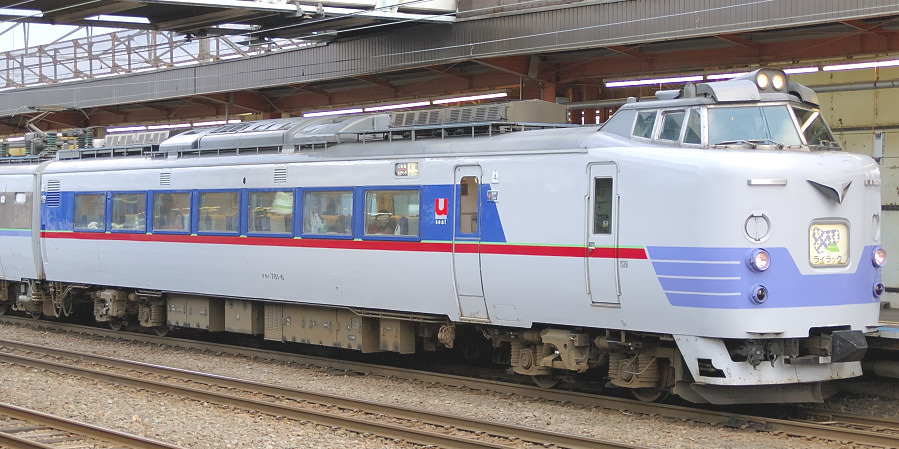
「uシート」を設けたクモハ781形
（2006年11月 / 旭川駅）

快速「エアポート」用の721系電車に 2000年から「uシート」を設置したのに合わせ、同区間を運転していた「ライラック・エアポート」用の6編成に2000年 - 2001年にかけ「uシート」を設置した。

対象はクモハ781形（1 - 6）で、客室出入台側に26席分を設定し、座席間隔は 1,050 mm に拡大されている。前位デッキとの仕切部脇に大型荷物置場が、後位側一般席との間に簡易仕切が新設され、簡易仕切上部と妻鴨居部には文字放送表示器が設置された。客室定員は52名から46名に変更されている。併せて、当該車両は側面の帯が赤帯、窓回りが青色の塗装に変更されている。

#### 側窓強化改造
上記「uシート」設置と同時期に、運転最高速度 120 km/h 以上の特急形車両全車に対し、窓ガラス破損防止のためポリカーボネートの保護板を設置する処置を開始した。本系列も対象となり、2001年に完了した。

#### 「ドラえもん海底列車」改装工事
海峡線（津軽海峡線）の客車列車の快速「海峡」が2002年に廃止され、同列車の一部に設定されていた青函トンネル見学列車「ドラえもん海底列車」の代替車両として、2003年に本系列から改造され、同年7月19日から運転を開始した。
L7編成とL-104編成の4両編成2本を、L7編成にL-104編成のモハ781-5+サハ781-5の2両を挿入して、6両編成1本に組替えたうえで漫画・アニメ『ドラえもん』をモチーフとしたラッピング車両に改装した。対象車両は クハ780-7 + モハ781-5 + サハ780-5 + モハ781-14 + サハ780-14 + クモハ781-7 で、組替の際に余剰となる先頭車2両（クハ780-104・クモハ781-104）は保留車とした。
先頭車は連結器を並形自動連結器に交換、クハ780とクモハ781の愛称表示器は撤去され青函トンネル用のATC-L形とATC用速度発電機を設置した。保留車を除くクハ780形・サハ780形はパンタグラフを下枠交差式からシングルアーム式に交換した。
外装は1両ごとに図柄や色が異なり、車内の天井やシートカバーにもドラえもんをあしらった。モハ781-14 は座席を撤去して、フリースペース（カーペット車）とした「ドラえもんカー」に改造された。
車内案内自動放送は、ドラえもんの声で収録され、車体ラッピングはテレビアニメリニューアル後も変更されなかった。
函館運輸所に配置され使用されたが、「ドラえもん海底列車」が2006年8月27日で運行を終了すると用途がなくなり保留車となった。先に編成組替で保留車となった先頭車2両は同年9月4日付で除籍され、本系列では初の廃車となった。本編成6両も同年中に廃車されている。

#### パンタグラフ換装
着雪による架線からの離線防止のため、JR北海道では電車のパンタグラフ換装を2004年から開始した。下枠交差式からシングルアーム式へ変更するもので、本系列ではクハ780形・サハ780形の全車に施工された。

## 運用の変遷

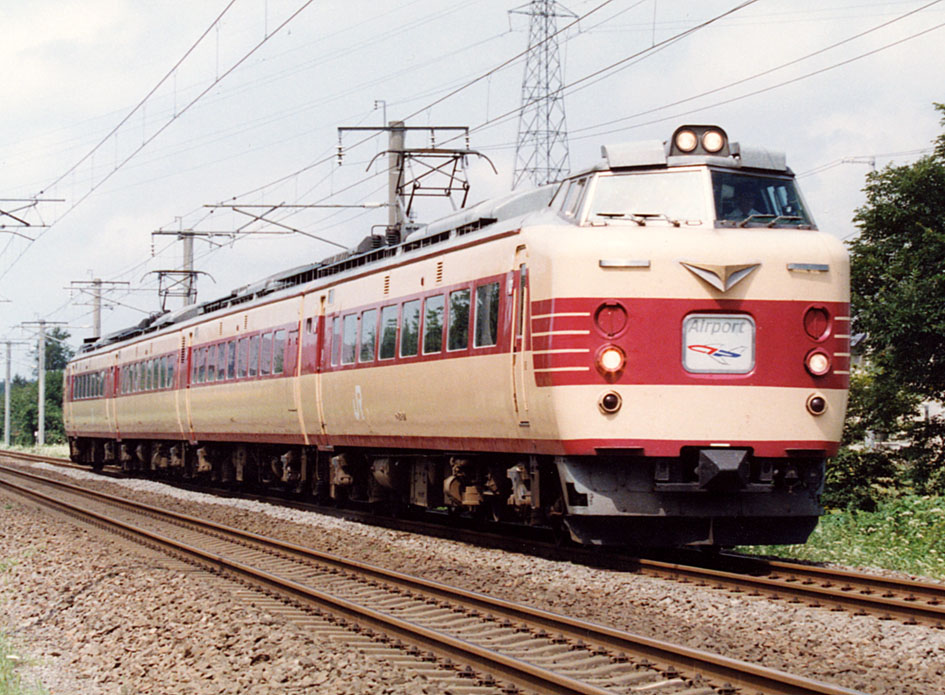
「エアポート」
（1992年 / 長都駅付近）

国鉄時代
1978年（昭和53年）11月3日に試作車（900番台）6両編成1本が完成し、札幌運転区に配置された。翌1979年（昭和54年）3月19日から「いしかり」として運用を開始した。これにより車両の運用上の余裕ができたことから、同年度より冬季の計画運休は解消された。
1980年（昭和55年）6月に量産車6両編成3本（18両）が製造され、順次営業投入して試作車を含めた4編成で同月25日から26日にかけて485系を完全に置き換えた。同年10月1日に室蘭本線・千歳線（室蘭駅 - 白石駅間）の電化が完成し、本系列は6両編成4本（24両）が追加製造された。同日のダイヤ改正で「いしかり」から室蘭駅 - 札幌駅 - 旭川駅間を直通運転する「ライラック」となった。

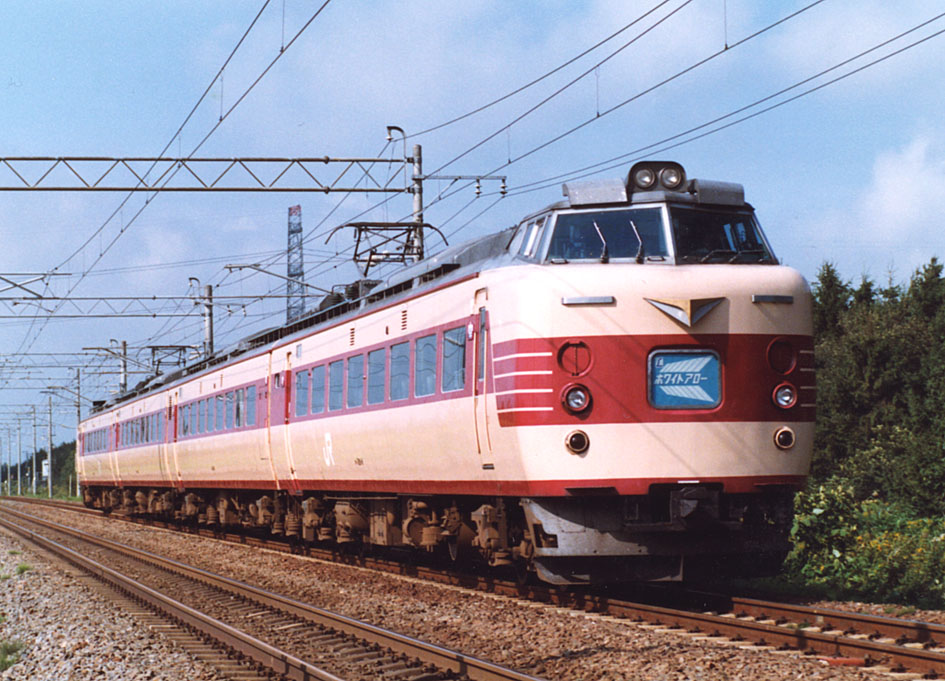
L特急「ホワイトアロー」
（1990年 / 豊幌駅）

|          | ← 旭川札幌 →   | ← 旭川札幌 → | ← 旭川札幌 → | ← 旭川札幌 → | ← 旭川札幌 → | ← 旭川札幌 →   |            |                       |
| 号車     | 6              | 5            | 4            | 3            | 2            | 1              |            |                       |
| 編成番号 | クハ780 (TAc') | モハ781 (M)  | サハ780 (TA) | モハ781 (M)  | サハ780 (TA) | クモハ781 (Mc) | 所属       | 使用列車              |
| -------- | -------------- | ------------ | ------------ | ------------ | ------------ | -------------- | ---------- | --------------------- |
| L-901    | 901            | 901          | 901          | 902          | 902          | 901            | 札幌運転所 | いしかり ↓ ライラック |
| L-1      | 1              | 2            | 2            | 1            | 1            | 1              | 札幌運転所 | いしかり ↓ ライラック |
| L-2      | 2              | 4            | 4            | 3            | 3            | 2              | 札幌運転所 | いしかり ↓ ライラック |
| L-3      | 3              | 6            | 6            | 5            | 5            | 3              | 札幌運転所 | いしかり ↓ ライラック |
| L-4      | 4              | 8            | 8            | 7            | 7            | 4              | 札幌運転所 | いしかり ↓ ライラック |
| L-5      | 5              | 10           | 10           | 9            | 9            | 5              | 札幌運転所 | いしかり ↓ ライラック |
| L-6      | 6              | 12           | 12           | 11           | 11           | 6              | 札幌運転所 | いしかり ↓ ライラック |
| L-7      | 7              | 14           | 14           | 13           | 13           | 7              | 札幌運転所 | いしかり ↓ ライラック |

1986年3月のダイヤ改正では途中無停車の特急「ホワイトアロー」を 千歳空港駅（現在の南千歳駅） - 札幌駅 - 旭川駅の相互区間に設定した。本系列は中間車2両の先頭車化改造を実施し、6両編成6本+4両編成3本の体制で列車本数の増加に対応した。
同年11月のダイヤ改正で「ライラック」は札幌駅 - 旭川駅間を1時間等間隔（14往復）とする運行体制が採られた。本系列は今回のダイヤ改正までに6両の先頭車化改造を追加実施し、6両編成はすべて4両編成化（12本）された。この体制で全車がJR北海道に承継された。
JR発足後
1988年3月のダイヤ改正では多客時の「ライラック」について、臨時列車の設定をせず、4両編成を2本併結した8両編成での運転を開始した。
1990年には785系電車が製作され、同年9月より「スーパーホワイトアロー」として札幌駅 - 旭川駅間に運転を開始する。これにより、本系列による「ホワイトアロー」の定期運転は終了した。
1992年の新千歳空港駅開業にともなうダイヤ改正で「ライラック」は新千歳空港駅 - 札幌駅 - 旭川駅間の「ライラック」と札幌駅 - 室蘭駅間の「すずらん」に系統分割された。「ライラック」の札幌駅 - 新千歳空港駅間では、一部の列車を快速「エアポート」として運行した。
2002年3月のダイヤ改正で快速「エアポート」の恵庭駅停車と130 km/h運転に伴い、「ライラック」の札幌駅 - 新千歳空港駅間は785系電車の「スーパーホワイトアロー」の運転区間延長で置き換えられた。「ライラック」は旭川駅 - 札幌駅間に短縮され、本系列での「エアポート」運用は終了した。
2003年には「ドラえもん海底列車」に使用するため、8両が札幌運転所から函館運輸所に転属した。2両は予備の車両となった。
2005年8月2日 - 7日、2006年8月2日 - 6日には、「ドラえもん海底列車」用の6両編成を使用し、青森ねぶた祭に合わせた臨時特急「ねぶたエクスプレス」を函館駅 - 青森駅間で運転した。これは本州での781系による営業運転の唯一の事例である。
2007年10月のダイヤ改正から後継の789系電車（1000番台）を導入し、「ライラック」「すずらん」の本系列での定期運用が終了した。同年10月28日のイベント列車運用を以って営業運転での使用を全て終了し、函館運輸所の「ドラえもん」編成を含め11月27日までに全車が廃車された。
|          | ← 旭川／室蘭／函館札幌／青森 → | ← 旭川／室蘭／函館札幌／青森 → | ← 旭川／室蘭／函館札幌／青森 → | ← 旭川／室蘭／函館札幌／青森 → | ← 旭川／室蘭／函館札幌／青森 → | ← 旭川／室蘭／函館札幌／青森 → |      |                    |
| 号車     | 1                              | 2                              | 3                              | 4                              | 5                              | 6                              |      |                    |
| 編成番号 | クハ780 (TAc')                 | モハ781 (M)                    | サハ780 (TA)                   | クモハ781 (Muc/Mc)             |                                |                                | 所属 | 使用列車           |
| -------- | ------------------------------ | ------------------------------ | ------------------------------ | ------------------------------ | ------------------------------ | ------------------------------ | ---- | ------------------ |
| L-1      | 1                              | 2                              | 2                              | 1                              |                                |                                | 札幌 | ライラック         |
| L-2      | 2                              | 4                              | 4                              | 2                              |                                |                                | 札幌 | ライラック         |
| L-3      | 3                              | 6                              | 6                              | 3                              |                                |                                | 札幌 | ライラック         |
| L-4      | 4                              | 8                              | 8                              | 4                              |                                |                                | 札幌 | ライラック         |
| L-5      | 5                              | 10                             | 10                             | 5                              |                                |                                | 札幌 | ライラック         |
| L-6      | 6                              | 12                             | 12                             | 6                              |                                |                                | 札幌 | ライラック         |
| L-101    | 101                            | 902                            | 902                            | 101                            |                                |                                | 札幌 | すずらん           |
| L-102    | 102                            | 9                              | 9                              | 102                            |                                |                                | 札幌 | すずらん           |
| L-103    | 103                            | 7                              | 7                              | 103                            |                                |                                | 札幌 | すずらん           |
| L-901    | 901                            | 901                            | 901                            | 901                            |                                |                                | 札幌 | すずらん           |
| 編成番号 | クハ780 (TAc')                 | モハ781 (M)                    | サハ780 (TA)                   | モハ781 (M)                    | サハ780 (TA)                   | クモハ781 (Mc)                 | 所属 | 使用列車           |
| L-7/104  | 7                              | 5                              | 5                              | 14                             | 14                             | 7                              | 函館 | ドラえもん海底列車 |
| L-104    | 104                            |                                |                                |                                |                                | 104                            | 函館 | 予備車             |

- ■:uシート改造車
- 太字:2扉化改造車

## 保存車
クハ780-2, クモハ781-2, モハ781-4, サハ780-4の車体が、廃車後に認定こども園ききょう幼稚園（北海道函館市西桔梗町）に譲渡され、2008年（平成20年）1月10日から教育施設として活用されていたが、園舎の新築移転に伴い2025年（令和7年）7月中に撤去。当初は全て処分される予定だったが、一部の車両が道内外の鉄道ファンに譲渡の上で引き続き保存される予定。